# Harry Haddington
Harry Haddington (7 tháng 8 năm 1931 – 2010) là một cầu thủ bóng đá người Anh thi đấu cho Scarborough, Bradford Park Avenue, West Bromwich Albion, Walsall và Worcester City.

## Danh hiệu
cùng với Walsall
- Vô địch Football League Fourth Division: 1959–60